# Pia Maiocco
Pia Maiocco, född 25 februari 1962, är en amerikansk basist. Hon är kanske mest känd för att ha spelat tillsammans med hårdrocksbandet Vixen 1984. Hon har därmed även medverkat i komedifilmen Hardbodies från 1984, i vilken hela bandet medverkade och framförde sex låtar. Hon lämnade bandet samma år tillsammans med gitarristen Tamara Ivanov och trummisen Laurie Hedlund.
Maiocco är gift med virtuos-gitarristen Steve Vai som hon träffade på Berklee College of Music, där båda studerade. Hon medverkade som vokalist på hans album Flex-Able från 1984.